# SN 2006gt
SN 2006gt – supernowa typu Ia odkryta 18 września 2006 roku w galaktyce A005618-0137. W momencie odkrycia miała maksymalną jasność 18,50m.